# George Hay, 6. Marquess of Tweeddale
George Hay, 6. Marquess of Tweeddale (* um 1700; † 16. November 1787 in Newhall, Haddingtonshire), war ein britischer Peer.

## Leben
Er war der zweite Sohn des Charles Hay, 3. Marquess of Tweeddale (1670–1715), aus dessen Ehe mit Lady Susan Douglas-Hamilton (1659–1737), Witwe des John Cochrane, 2. Earl of Dundonald († 1690), Tochter des William Douglas-Hamilton, Duke of Hamilton und der Anne Hamilton, 3. Duchess of Hamilton.
Von 1755 bis 1771 hatte er das Amt eines Gentleman of the Board of Police. Von den Gläubigern seines Cousins John Hay († 1765) kaufte er dessen Anwesen Newhall House in Haddingtonshire.
Als 1770 sein Neffe George Hay, 5. Marquess of Tweeddale (1758–1770), der einzige Sohn seines älteren Bruders John Hay, 4. Marquess of Tweeddale (1695–1762) minderjährig starb, erbte er dessen schottische Adelstitel als 6. Marquess of Tweeddale, 7. Earl of Tweeddale, 6. Earl of Gifford, 6. Viscount of Walden und 14. Lord Hay of Yester, sowie dessen Ländereien einschließlich des Anwesens Linplum House in Haddingtonshire, das er erweitern ließ.
Da er unverheiratet und kinderlos blieb, fielen die Titel und Ländereien bei seinem Tod, 1787, an seinen Neffen zweiten Grades, George Hay (1753–1804), als 7. Marquess.